# Kiryat Eliezerstadion
Het Kiryat Eliezerstadion (Hebreeuws: אצטדיון העירוני חיפה) is een multifunctioneel stadion in Haifa, een stad in Israël. Kiryat Eliezer is een buurt in die stad. 
In het stadion is plaats voor 14.003 toeschouwers. Het stadion werd geopend in 1955. Het stadion werd gesloten in 2014 en afgebroken in 2015. Het Sammy Oferstadion werd het vervangende stadion voor de thuisclubs.
Het stadion wordt vooral gebruikt voor voetbalwedstrijden, de voetbalclubs Hapoel Haifa en Maccabi Haifa maakten tot 2014 gebruik van dit stadion. Het stadion werd ook gebruikt voor het Aziatisch kampioenschap voetbal van 1964. Er werd op dat toernooi 1 wedstrijd gespeeld.

## Interlands
| Voetbalinterlands | Voetbalinterlands | Voetbalinterlands    | Voetbalinterlands | Voetbalinterlands | Voetbalinterlands |
| №                 | Datum             | Wedstrijd            | Uitslag           | Competitie        | Toeschouwers      |
| ----------------- | ----------------- | -------------------- | ----------------- | ----------------- | ----------------- |
| 1                 | 2 december 1987   | Israël – Malta       | 1–1               | Vriendschappelijk | 2.500             |
| 2                 | 3 februari 1988   | Israël – Roemenië    | 0–2               | Vriendschappelijk | 5.000             |
| 3                 | 6 februari 1988   | Polen – Roemenië     | 2–2               | Vriendschappelijk | 3.000             |
| 4                 | 25 april 1990     | Israël – Roemenië    | 1–4               | Vriendschappelijk | 3.000             |
| 5                 | 24 maart 1993     | Israël – Rusland     | 2–2               | Vriendschappelijk | 3.000             |
| 6                 | 15 maart 1994     | Israël – Oekraïne    | 1–0               | Vriendschappelijk | 4.000             |
| 7                 | 21 februari 1996  | Israël – Litouwen    | 4–2               | Vriendschappelijk | 2.000             |
| 8                 | 9 februari 1999   | Israël – Wit-Rusland | 2–1               | Vriendschappelijk | 7,500             |
| 9                 | 23 februari 2000  | Israël – Rusland     | 4–1               | Vriendschappelijk | 11.500            |